# Confrérie des Marchands d'Outre-Mer
La Confrérie des Marchands d'Outre-Mer dite de l’Annonciation était  une confrérie corporatiste et religieuse spécialisée dans le commerce international de la toile à partir de Vitré.

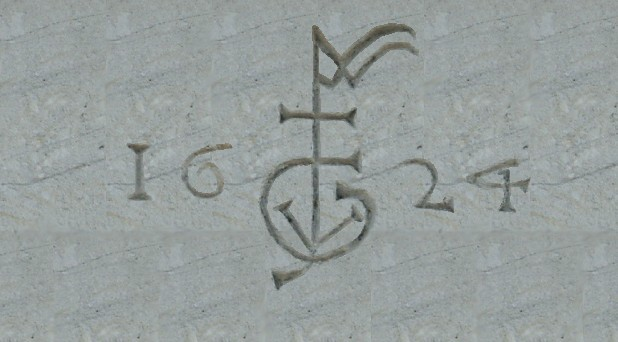
Marque de Jean Guy, prévôt en 1622

## Historique
Le 10 mars 1472, 40 négociants de toile de chanvre de Vitré se rassemblent et fondent la Confrérie des Marchands d'Outre-Mer. Placée sous le patronage de la Sainte-Vierge, cette confrérie est corporatiste et religieuse. Ces marchands voyagent à travers le monde et donnent à Vitré une notoriété importante. Les toiles de chanvre (notamment le Canevas de Vitré) sont exportées vers la Hollande, l'Angleterre et l'Espagne à partir du port de Saint-Malo.
Les maisons à pans de bois et les hôtels particuliers construits aux XVe et XVIe siècles témoignent de la richesse de Vitré à cette époque. Les marchands de toile liés à cette confrérie possèdent des marques de marchands dont 25 subsistent à Vitré, recensées en 1986 par Christiane Frain de la Gaulayrie, et dont un inventaire détaillé a été réalisé par le Service Ville d'Art et d'Histoire de Vitré (Gwénolé Le Goué-Sinquin 2012).
La chapelle de cette confrérie est à l'église Notre-Dame de Vitré, dont la construction est en partie financée par la confrérie.
Les guerres de la Ligue ruinent ce commerce. La confrérie a cependant un lien avec la Compagnie française des mers orientales.

## Membres

### Membres fondateurs
- Guyon Lefort, prévôt de la confrérie.
- André Le Royer[3]
- Robert Ravenel[4]
- Julien Thiery[5], argentier des Ducs de Bretagne, marchand drapier à Rennes
- Pierre et Christophe de Gennes

### Membres remarquables
- Thibaud Le Coq[6]
- Pierre-Olivier Malherbe
- François Martin
- Gilles de la Maçonnais[7]
- Jean Ravenel[4], membre en 1507

### Prévôts
- Jean de Gennes, prévôt de la confrérie 1486-1487
- Christophe de Gennes, prévôt de la confrérie 1493-1494
- Bodinais de Gennes (1461-1521), sieur de la Mathelais, prévôt de la confrérie 1497-1498
- Lucas Ravenel[4], sieur de la Brouardière, prévôt de la confrérie en 1539
- Guillaume Mazurais, sieur de Chalet, prévôt de la confrérie en 1615
- Jean Guy, prévôt de la Confrérie en 1622.
- Étienne Charil de Ruillé, prévôt de la Confrérie en 1624-1625.
- Joseph de Gennes (1650-1703), sieur de la Mathelais, prévôt de la confrérie en 1678
- Séré, sieur du Mesnil, prévôt de la confrérie en 1698
- Félix de Gennes (1690-1764), sieur de la Mathelais, prévôt de la confrérie en 1736

### Armoiries
La Confrérie des Marchands d'Outre-Mer, comme bien d'autres, possède un blason: D'azur à l'annonciation d'or, qui figure à l'Armorial général de France, à la suite de l'édit de Louis XIV en 1696.
L'original du reçu d'enregistrement de ces armoiries, daté du 22 avril 1698, adressé au prévôt de cette année-là, le Sieur Séré du Mesnil, est conservé aux Archives Municipales de la ville de Vitré, au sein du fonds privé Frain de la Gaulayrie.